# Ours (Burge)
Der Ours (auch: Lours) ist ein Fluss in Frankreich, der im Département Allier in der Region Auvergne-Rhône-Alpes verläuft. Er entspringt beim Weiler Frenière-d’en-Haut, im Gemeindegebiet von Noyant-d’Allier, entwässert generell Richtung Nordost bis Nord durch die Landschaft Bocage Bourbonnais und mündet nach rund 25 Kilometern an der Gemeindegrenze von Agonges und Couzon als rechter Nebenfluss in die Burge.

## Orte am Fluss
- Meillers
- Autry-Issards
- Saint-Menoux
- Agonges